# モーニングセンサー
『モーニングセンサー』は、1987年9月28日から1989年9月29日にテレビ朝日で放送された早朝の情報番組（関東ローカル他）。
『おはようTODAY』の終了後、同番組のスタッフが立ち上げた平日帯の情報番組。 経済情報を主として、日替わりの企画リポート、天気予報、番宣で構成していた。
関東地区では開始当時、5時30分の『さわやかトゥデイ』からこの番組、そして8時30分の『やじうまワイド』終了までを『朝ワイド』という一つの3時間番組枠としていた。そのためこの番組が放送されていた期間、メイン進行を行うスタジオは直前番組となる『さわやかトゥデイ』、30分間の別番組（『ANNニュースフレッシュ』『おはよう!CNN』）を挟んでの『やじうまワイド』と同じスタジオが使われ、スタジオセットも3番組が共通したイメージとなっていた。
番組テーマ音楽はT-square「STIFF NAILS」。
ネット局の名古屋テレビでは、昭和天皇崩御に伴う特別編成が明けた際の最初の番組でもあった。

## 放送時間・出演者
- 放送時間

月-金曜 6:00 - 6:30（30分、一部地域でもネット。）
- 司会

小澤幹雄
テレビ朝日女性アナウンサー（シフト交代）
三戸節雄（「NEWSファイル」コーナー進行）